# Julian Stipp
Julian Stipp (* 1986 in Limbach) ist ein deutscher Politiker (SPD). Er ist seit September 2022 Oberbürgermeister von Mosbach. Zuvor war er von 2016 bis 2022 Bürgermeister von Salach.

## Leben
Nach dem Abitur leistete Stipp Zivildienst in den Neckar-Odenwald-Kliniken. Daraufhin absolvierte er ein Studium der Rechtswissenschaft an der Universität Mannheim mit dem Schwerpunktbereich Insolvenzrecht. Das anschließende Rechtsreferendariat im OLG-Bezirk Stuttgart absolvierte er unter anderem mit Stationen beim Städtetag Baden-Württemberg und dem Bundesumweltministerium. Von 2014 bis 2016 war er Justiziar der Arbeiterwohlfahrt Neckar-Odenwald.

## Politik
Stipp war von 2009 bis 2016 Mitglied des Gemeinderats seiner Heimatgemeinde Limbach. Am 10. April 2016 wurde er im ersten Wahlgang mit 69,2 Prozent der Stimmen zum Bürgermeister von Salach gewählt. Er trat das Amt am 1. Juni 2016 an. Von 2019 bis 2022 war er zudem Mitglied des Kreistages des Landkreises Göppingen. Dort war er stellvertretender Vorsitzender und sozialpolitischer Sprecher der SPD-Fraktion. Zudem ist er Mitglied des Sozialausschusses des Städtetags Baden-Württemberg.
Am 26. Juni 2022 wurde Stipp im ersten Wahlgang mit 80 Prozent der Stimmen zum Oberbürgermeister von Mosbach gewählt. Er konnte sich hierbei gegen Amtsinhaber Michael Jann (CDU) durchsetzen, der lediglich 19,8 Prozent der Stimmen erhielt. Stipp trat das Amt am 1. September 2022 an.